# Raymond Poulidor

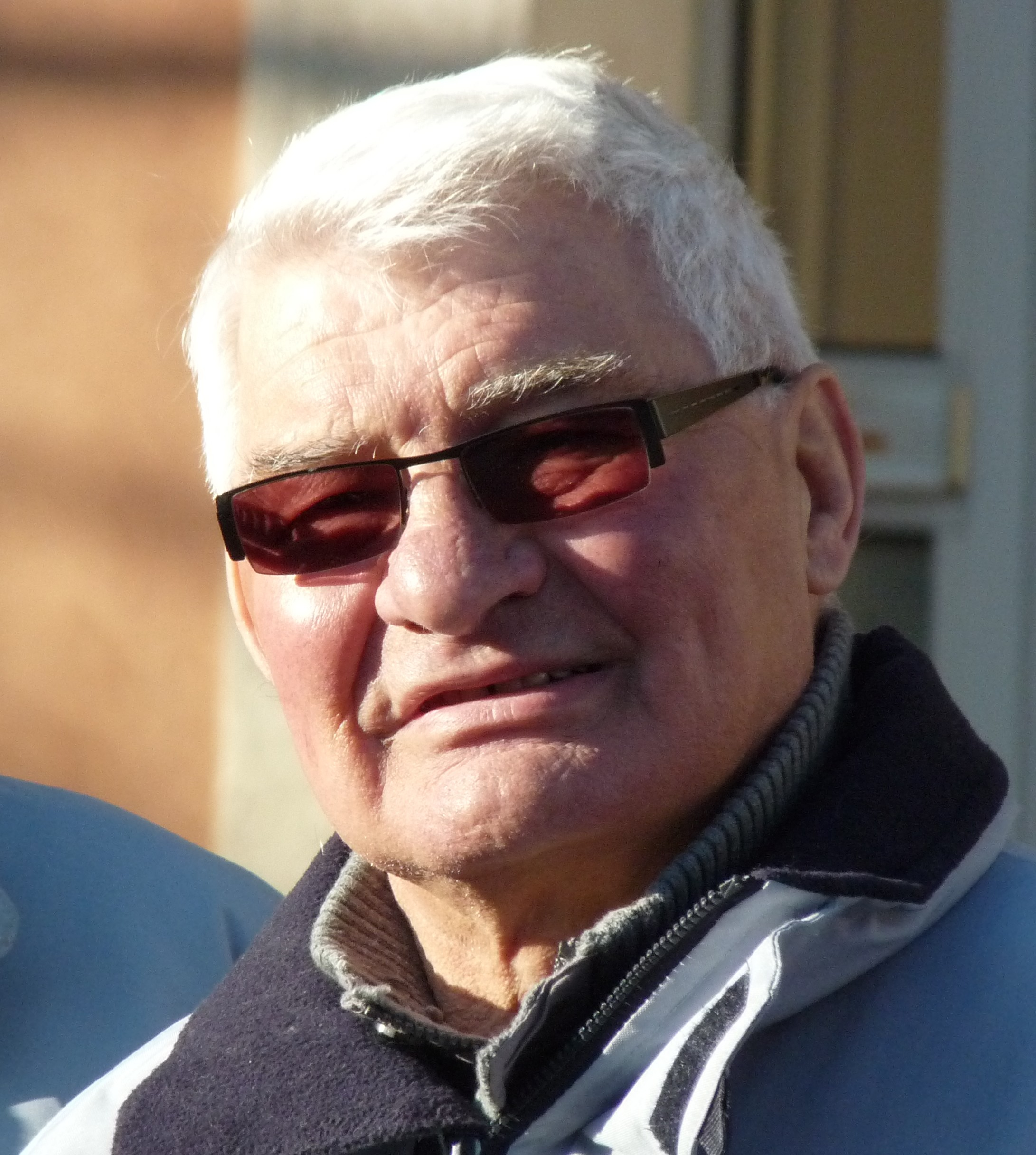
Raymond Poulidor beim Étoile de Bessèges (2012)

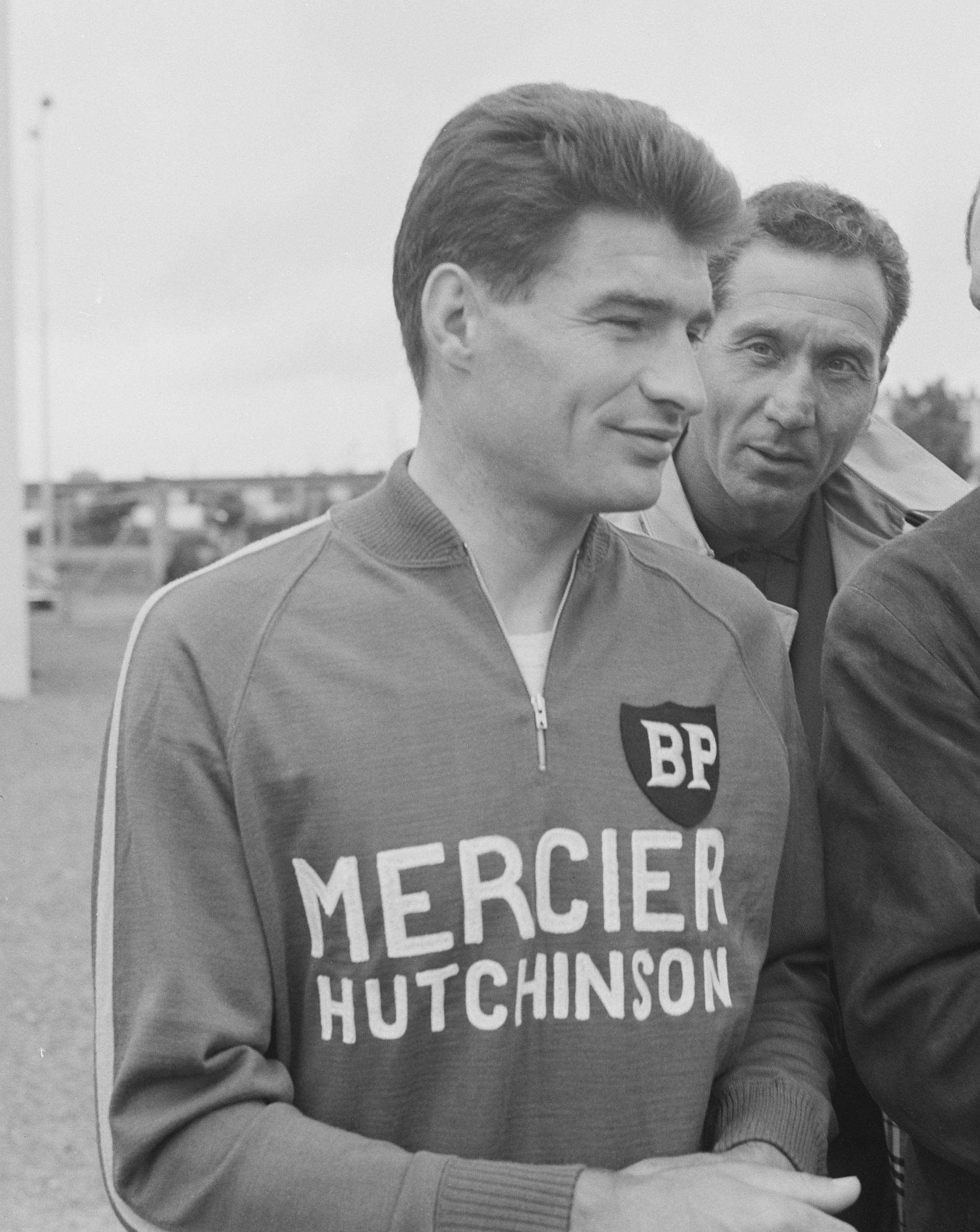
Raymond Poulidor 1966

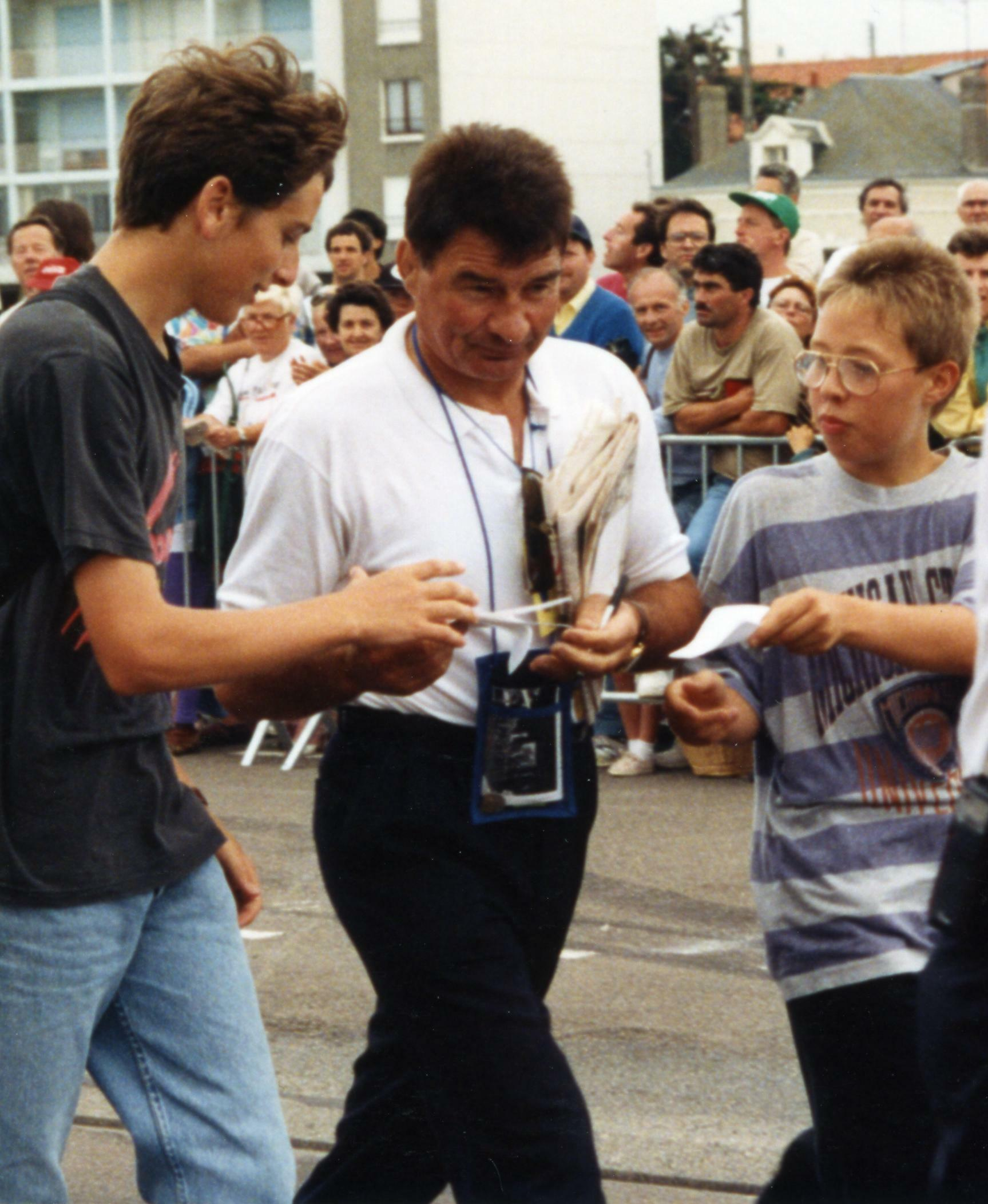
Raymond Poulidor (1993)

Raymond „Poupou“ Poulidor (* 15. April 1936 in Masbaraud-Mérignat, Département Creuse; † 13. November 2019 in Saint-Léonard-de-Noblat) war einer der populärsten französischen Radrennfahrer. Er galt als der „ewige Zweite“, da er nie die Tour de France gewann, aber dreimal den zweiten Platz belegte.

## Leben
Raymond Poulidor wurde nach der Nichtnominierung für die Amateurrennen der Straßen-Weltmeisterschaften 1958 in Reims Ende 1959 Profi bei der Mannschaft Mercier-BP, für die er bis zu seinem Karriereende fuhr.
Der in Frankreich nur „Poupou“ genannte Poulidor gelangte zwischen 1962 und 1976 achtmal auf das Podium der Tour de France (drei 2. Plätze, fünf 3. Plätze), ohne das wichtigste Etappenrennen der Welt ein einziges Mal zu gewinnen oder auch nur das Gelbe Trikot zu tragen. In Frankreich wird sein Name daher bis heute faktisch als Synonym für „Pechvogel“ verwendet. Trotz oder gerade wegen dieses Images als „ewiger Zweiter“ war Poulidor zu seiner aktiven Zeit der populärste Sportler Frankreichs, vor seinem großen sportlichen Rivalen, dem fünfmaligen Toursieger Jacques Anquetil.
Bei seiner ersten Teilnahme 1962 wurde Poulidor Dritter. 1964 kam Poulidor einem Tour-de-France-Sieg am nächsten. Sein Ellenbogenduell mit dem Favoriten Anquetil am Puy de Dôme ging in die französische Sportgeschichte ein. Anquetil war im Gegensatz zu Poulidor am Ende seiner Kräfte, verbarg seine Erschöpfung am Berg aber geschickt vor seinem Konkurrenten. Poulidor wartete viel zu lange mit seinem Angriff. In Paris trennten ihn letztlich nur 55 Sekunden vom Gelben Trikot. Ebenfalls Zweiter wurde er 1965 hinter Felice Gimondi und 1974 hinter Eddy Merckx.
Unter Poulidors zahlreichen Erfolgen bei anderen Etappenrennen stechen zwei Gesamtsiege beim Critérium du Dauphiné Libéré 1966 und 1969, bei Paris–Nizza 1972 und 1973 sowie der Vuelta a España 1964 heraus. Auch bei den Klassikern war er erfolgreich: Er gewann 1961 Mailand-San Remo und 1963 den Wallonischen Pfeil. 1961 und 1966 siegte er im Bergzeitfahren am Mont Faron.
Während seiner gesamten Profilaufbahn vertrat Poulidor sein Land bei den Straßenweltmeisterschaften und klassierte sich bei 18 Starts 17 mal. Bei seiner ersten Teilnahme 1960 auf dem Sachsenring wurde er Fünfter. 1961, 1964 und 1966 gewann er jeweils die Bronzemedaille. Den größten Erfolg bei einer Profiweltmeisterschaft schaffte er 1974 im kanadischen Montreal, als er Vize-Weltmeister hinter Eddy Merckx wurde.
In den 18 Jahren seiner Karriere als Berufsfahrer errang Poulidor 195 Siege, darunter auch 7 Etappensiege bei der Tour de France. Insgesamt gewann er 34 Etappen bei diversen Rundfahrten sowie 116 Kriterien. 1974 wählte Sportzeitung L’Équipe ihn zu Frankreichs Sportler des Jahres („Champion des champions“).
1977 beendete Poulidor seine Laufbahn, nachdem er ein Jahr zuvor als 40-Jähriger noch einmal Dritter bei der Tour de France geworden war.
2008 fertigte der Künstler Jean-Joseph Sanfourche eine Lithografie Merci Mr. Poulidor als Hommage an seine sportlichen Leistungen und übergab sie bei einem Treffen. Sanfourche und Poulidor waren zwei der bekanntesten Bewohner von Saint-Léonard-de-Noblat.
Anfang Oktober 2019 wurde Raymond Poulidor mit Herzproblemen ins Krankenhaus eingeliefert. Er starb am 13. November 2019 im Alter von 83 Jahren in seinem Wohnort.

## Familie
Poulidor heiratete 1961 Gisèle Bardet. Das Paar hat zwei Töchter, Isabelle und Corinne. Corinne ist mit dem niederländischen Radfahrer Adrie van der Poel verheiratet, deren Sohn ist der ebenfalls erfolgreiche Rennfahrer Mathieu van der Poel.

## Palmarès (Auswahl)

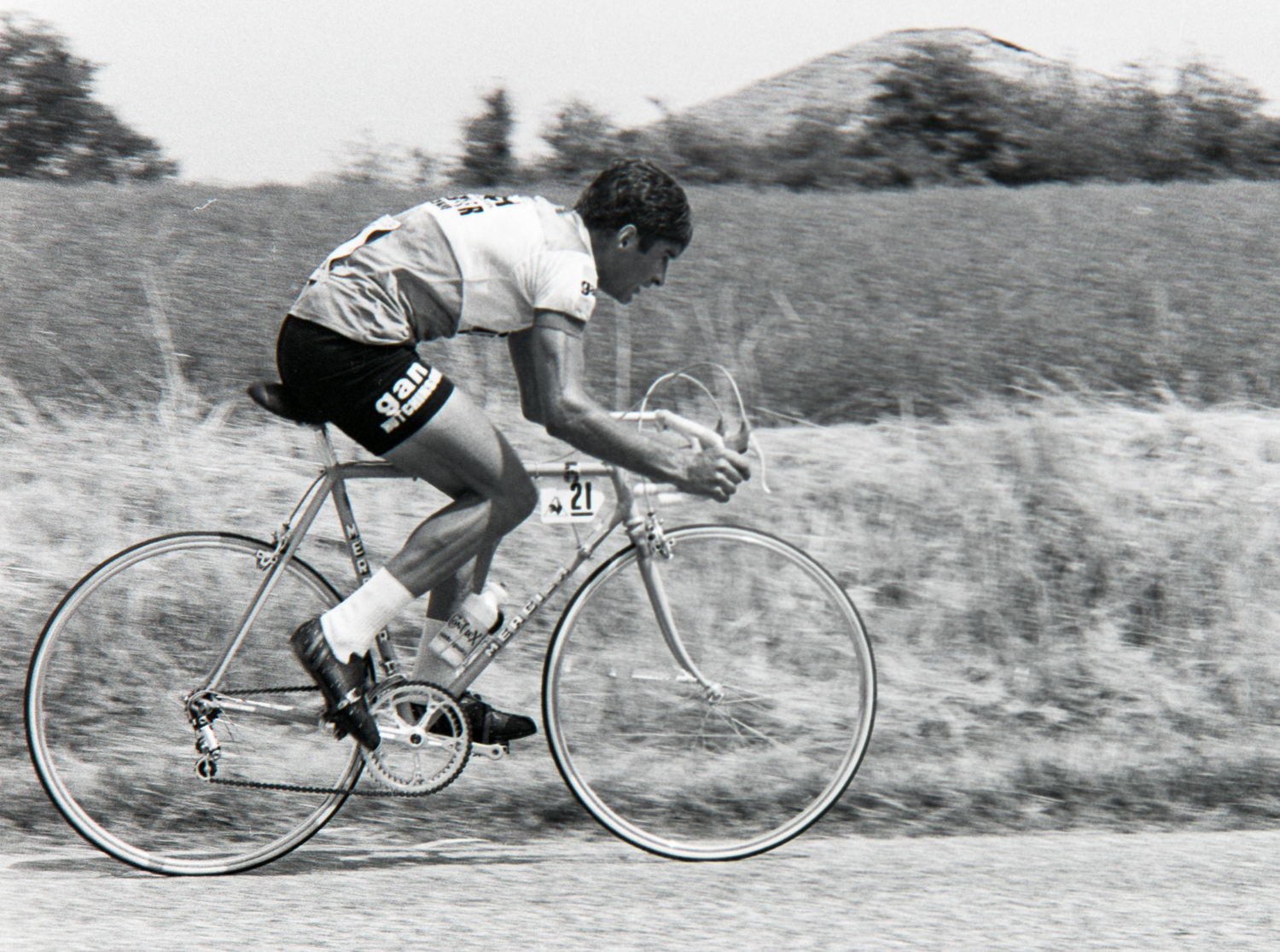
Poulidor bei der Tour 1976

1961
- Mailand–Sanremo
- Französischer Meister - Straßenrennen

1962
- eine Etappe Tour de France

1963
- Gran Premio di Lugano
- La Flèche Wallonne
- Grand Prix des Nations

1964
- Gesamtwertung und eine Etappe Criterium National de la Route
- eine Etappe Paris–Nizza
- zwei Etappen Critérium du Dauphiné
- eine Etappe Tour de France

1965
- zwei Etappen Vuelta a España
- zwei Etappen Tour de France
- Gesamtwertung und zwei Etappen Escalada a Montjuïc

1966
- Gesamtwertung und eine Etappe Criterium National de la Route
- eine Etappe Paris–Nizza
- Gesamtwertung und eine Etappe Critérium du Dauphiné
- eine Etappe Tour de France

1967
- eine Etappe Vuelta a España
- eine Etappe Tour de France
- Gesamtwertung und eine Etappe Escalada a Montjuïc

1968
- Gesamtwertung Criterium National de la Route
- eine Etappe Belgien-Rundfahrt
- eine Etappe 4 Jours de Dunkerque
- Gesamtwertung und zwei Etappen Escalada a Montjuïc

1969
- Tour du Haut-Var
- eine Etappe Paris–Nizza
- eine Etappe Vuelta a España
- Gesamtwertung und zwei Etappen Critérium du Dauphiné

1971
- Gesamtwertung Criterium National de la Route
- Gesamtwertung Setmana Catalana de Ciclisme
- Gesamtwertung Étoile des Espoirs

1972
- Gesamtwertung und eine Etappe Paris–Nizza
- Gesamtwertung Criterium National de la Route
- eine Etappe Setmana Catalana de Ciclisme
- Critérium des As

1973
- Gesamtwertung Paris–Nizza
- Gesamtwertung Grand Prix Midi Libre

1974
- eine Etappe Critérium du Dauphiné
- eine Etappe Tour de France

1975
- eine Etappe Tour du Limousin

### Grand Tours
| Grand Tour            | 1960 | 1961 | 1962 | 1963 | 1964 | 1965 | 1966 | 1967 | 1968 | 1969 | 1970 | 1971 | 1972 | 1973 | 1974 | 1975 | 1976 | 1977 |
| --------------------- | ---- | ---- | ---- | ---- | ---- | ---- | ---- | ---- | ---- | ---- | ---- | ---- | ---- | ---- | ---- | ---- | ---- | ---- |
| Vuelta a EspañaVuelta | –    | –    | –    | –    | 1    | 2    | –    | 8    | –    | –    | –    | 9    | –    | –    | –    | –    | –    | –    |
| Giro d’ItaliaGiro     | –    | –    | –    | –    | –    | –    | –    | –    | –    | –    | –    | –    | –    | –    | –    | –    | –    | –    |
| Tour de FranceTour    | –    | –    | 3    | 8    | 2    | 2    | 3    | 9    | DNF  | 3    | 7    | –    | 3    | DNF  | 2    | 19   | 3    | –    |

### Weltmeisterschaften
| Weltmeisterschaft   | 1960 | 1961 | 1962 | 1963 | 1964 | 1965 | 1966 | 1967 | 1968 | 1969 | 1970 | 1971 | 1972 | 1973 | 1974 | 1975 | 1976 | 1977 |
| ------------------- | ---- | ---- | ---- | ---- | ---- | ---- | ---- | ---- | ---- | ---- | ---- | ---- | ---- | ---- | ---- | ---- | ---- | ---- |
| StraßenrennenStraße | 5    | 3    | 25   | 5    | 3    | DNF  | 3    | 24   | 7    | 56   | 37   | 45   | 33   | 35   | 2    | 17   | 24   | 32   |

### Monumente des Radsports
| Monument                 | 1960 | 1961 | 1962 | 1963 | 1964 | 1965 | 1966 | 1967 | 1968 | 1969 | 1970 | 1971 | 1972 | 1973 | 1974 | 1975 | 1976 | 1977 |
| ------------------------ | ---- | ---- | ---- | ---- | ---- | ---- | ---- | ---- | ---- | ---- | ---- | ---- | ---- | ---- | ---- | ---- | ---- | ---- |
| Mailand–Sanremo          | –    | 1    | –    | 57   | 2    | 41   | 7    | 33   | 5    | 53   | 62   | –    | –    | 46   |      | –    | 48   | –    |
| Flandern-Rundfahrt       | –    | –    | –    | 9    | –    | –    | –    | –    | –    | –    | –    | –    | –    | –    | –    | –    | –    | –    |
| Paris–Roubaix            | 19   | 36   | 5    | 6    | –    | –    | –    | 7    | 6    | –    | 13   | 11   | 10   | 10   | 24   | –    | 13   | 12   |
| Lüttich–Bastogne–Lüttich | –    | –    | –    | 5    | –    | –    | –    | –    | 3    | –    | 8    | –    | –    | 4    | –    | –    | 8    | –    |
| Lombardei-Rundfahrt      | 96   | 12   | –    | –    | –    | 6    | 3    | 3    | 16   | 5    | –    | –    | 15   | –    | –    | –    | 5    | –    |

## Film
- Olivier Hennegrave: Radsport: Anquetil/Poulidor (Dokumentation in der Reihe Die großen Sportduelle), Arte, Frankreich 2001, 50 min.